# Sydney Harbour Tunnel
 (mars 2024).
Si vous disposez d'ouvrages ou d'articles de référence ou si vous connaissez des sites web de qualité traitant du thème abordé ici, merci de compléter l'article en donnant les références utiles à sa vérifiabilité et en les liant à la section « Notes et références ».
Le Sydney Harbour Tunnel est un double tunnel routier sous-marin franchissant la baie de Port Jackson à Sydney, en Australie. Ouvert le 30 août 1992, il est long de 2,8 kilomètres.